# Zoltán Horusitzky
Zoltán István Horusitzky (Pápa, 18 de juliol, 1903 – Budapest, 25 d'abril, 1985), fou un compositor, pianista, professor de piano, poeta hongarès, guanyador del Premi Ferenc Erkel (1954).

## Biografia
Va començar els seus estudis musicals el 1918 a la classe de piano d'István Laub. Des de 1920 va ser alumne del curs de piano de l'Acadèmia. El 1927, va estudiar piano com a alumne d'Emmanuel Hegyi, i composició com a alumne de Zoltán Kodály. Paral·lelament, també va obtenir un doctorat en ciències polítiques a la Universitat Pázmány Péter. Entre 1927 i 1945 va ser professor a l'Escola Superior de Música de la Capital, i entre 1945 i 1949 en va ser el director. Entre 1937 i 1944 va ser l'editor de la revista Zene, en la qual va publicar diversos articles. Entre 1946 i 1968 va ensenyar piano a l'Escola Professional de Música Béla Bartók i a l'Acadèmia de Música Franz Liszt. El 1957 a Kiel, després el 1960. L'11 de juny, la seva òpera Zsigmond Báthory es va estrenar a l'Òpera Estatal d'Hongria. Entre 1975 i 1978, per invitació de Lenke Erdélyi-Rauhala, va impartir una classe magistral a Tampere.
La seva òpera Black City, basada en la novel·la de Kálmán Mikszáth, va ser interpretada per la Ràdio Hongaresa.
La seva tomba es troba al cementiri de Fiumei Road (34-7-6).

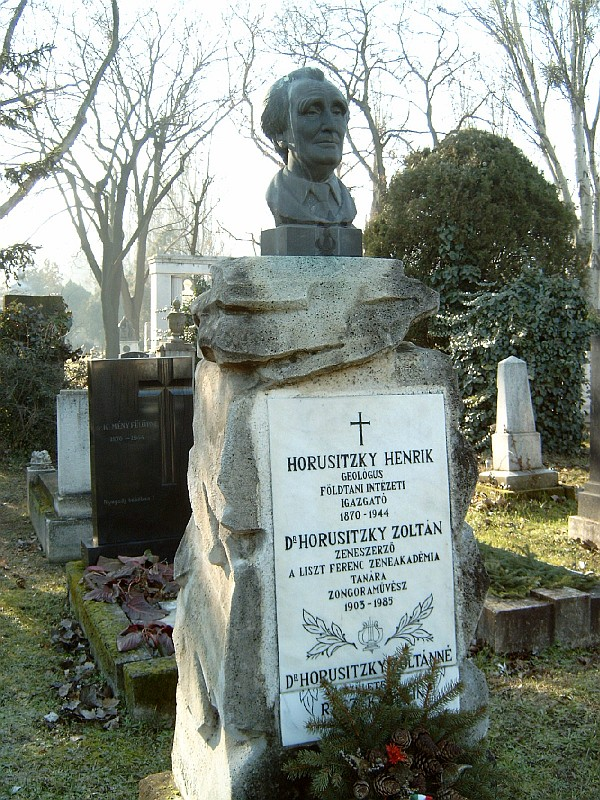
Les tombes del geòleg Henrik Horusitzky i del compositor i pianista Zoltá Horusitzky a Budapest. Cementiri de Kerepesi: 34-7-6 (escultor: Kristóf Kelemen)

## Família
Els seus pares eren Henrik Horusitzky (1870-1944), geòleg, i Valéria Burghardt. El seu germà Ferenc Nándor Horusitzky (1901-1971) va ser geòleg.

## Obres

### Per a piano
- Exercicis poètics
- Set quartets de corda (1932-1980)
- Dos concerts per a piano (1938; 1959)
- Rêveries d'un promeneur solitaire (c. 1940)
- La muntanya (sonata, 1970)
- Sonata per a viola i piano (1971)
- Sonata per a violoncel i piano (1981)
- Sonata per a contrabaix i piano, a 4 mans (1981)

### Obres vocals
- El sol ha sortit (1937; revisat el 1954, estrenat el 1980)
- Te Deum (1938)
- Missa Pannonica (1942)
- La Bella Dorment (cançó, 1971)

### Altres obres
- Visió del món i art (Budapest, 1937)
- L'estil Palestrina (Budapest, 1942)
- Zsigmond Báthory (lletret d'òpera, Budapest, 1962)

Va escriure cançons amb lletres d'Endre Ady, Mihály Babits, Dezső Kosztolányi, Charles Cross, Verlaine, William Shakespeare. Obres de cambra, transcripcions instrumentals d'obres escèniques de Jean-Philippe Rameau.

## Premis
Premi Erkel Ferenc (1954)